# جبار دهش فرحان الطائي
جبار دهش فرحان الطائي وهو سياسي عراقي شغل منصب عضو في مجلس النواب العراقي في دورته الأولى من عام 2008 إلى 2010 بديلا عن النائبة سهام كاظم سلمان التي استقالت لأسباب شخصية.